# Marcus Hook
Marcus Hook é um distrito localizado no estado norte-americano de Pensilvânia, no Condado de Delaware.

## Demografia
Segundo o censo norte-americano de 2000, a sua população era de 2314 habitantes.
Em 2006, foi estimada uma população de 2258, um decréscimo de 56 (-2.4%).

## Geografia
De acordo com o United States Census Bureau tem uma área de
4,2 km², dos quais 2,9 km² cobertos por terra e 1,3 km² cobertos por água. Marcus Hook localiza-se a aproximadamente 31 m acima do nível do mar.

## Localidades na vizinhança
O diagrama seguinte representa as localidades num raio de 8 km ao redor de Marcus Hook.